# Prisilno raseljavanje u Sovjetskom Savezu
Prisilno raseljavanje u Sovjetskom Savezu, poznato jednostavno i kao sovjetske deportacije (rus. Депортации народов в СССР, ukr. Депортація народів у СРСР, blr. Дэпартацыі ў СССР; "Deportacije naroda u SSSR") odnosi se na razdoblje tokom vladavine Josifa Staljina, od 1930-ih do 1952, kada je SSSR vršio praksu prisilnog raseljavanja i razmene stanovništva koji se mogu razvrstati u sledeće kategorije: deportacije „anti-sovjetskih” grupa, tzv. „neprijatelja radnika”; etničko čišćenje celih naroda i narodnosti, kako ne bi činili homogenu celinu u svojoj republici, te tako ni pretnju stabilnosti SSSR; transfer radne snage te organizovane migracije, povremeno čak i kolonizacije, u suprotne smerove, kako bi se „izmešale” razne republike i time pojačao njihov „sovjetski” karakter. NKVD-ove procedure prilikom deportacija su uglavnom bile standardne: naoružani agenti opkolili bi rano ujutro ili usred noći neko selo, dali porodici 15-20 minuta da se spakuje, ukrcali ih na kamione odakle bi bili odvezeni do obližnje željezničke stanice, gde su ukrcani u vagone za stoku, odakle su poslati u centralnu Aziju ili Sibir, zavisno od grupe.
U većini slučajeva, njihova oredišta su bila udaljena, nenastanjena mesta ili gulag. To uključuje i deportacije u SSSR nesovjetskih građana iz inostranstva, kao i teritorije pod sovjetskom okupacijom. Preko 20 većih grupa je bilo zahvaćeno deportacijama, od kojih je osam nacija potpuno uklonjeno i iskorenjeno iz njihovih drevnih domova. Od tih osam, jedna nacija je bila katolička (Nemci na Volgi), jedna budistička (Kalmici), a ostalih šest su bili muslimani (Čečeni, Inguši, Karačajci, Balkari, krimski Tatari i mešketski Turci). U tim posebnim naseljima, deportovani su stavljeni pod strogi nadzor vlasti te im je bilo zabranjeno da napuste te lokacije. Uslovi u žurno sklopljenim naseobinama za deportovane su bili uglavnom nepovoljni, te se prvih godina pojavio značajan mortalitet zbog hladnoće, gladi ili iscrpljenosti u radnim kolonijama. Prema nekim procenama, sovjetske prisilne migracije su raselile oko 6 milijuna ljudi. Broj poginulih zbog posledica deportacija je predmet procena zbog toga što su same sovjetske vlasti držale tek krnje evidencije o smrtnosti među deportovanim grupama: brojke sveukupno sežu od najmanje 800.000, preko 1.000.000, dok visoke procene idu i do 1.500.000 poginulih.
Deportovani ljudi su dobili dozvolu za povratak nakon što je 1956. Nikita Hruščov održao tajni govor u kojem je osudio Staljinove zločine, ali mnogi nisu preživeli te godine egzila u Sibiru. Povolški Nemci i krimski Tatari dobili su dozvolu za povratak tek od 1989. u doba Mihaila Gorbačova, dok je raspadom Sovjetskog Saveza nezavisna Gruzija 1990-ih odbila da izda dozvolu mešketskim Turcima za masovni povratak u njenu regiju, čime je taj narod osuđen na trajni egzil u Kazahstanu i Uzbekistanu. Posledice ovih deportacija osećaju se i danas, te doprinose međuetničkim napetostima i uzrokuju teritorijalne sporove. Moderni akademičari smatraju da su ove operacije etničkog čišćenja bile oblik asimilacije i etnocida prema raznim manjim narodima u bivšem Sovjetskom Savezu. Tokom 1990-ih i 2000-ih je nekoliko bivših agenata NKVD-a osuđeno za zločin protiv čovečnosti zbog ovih deportacija u Latviji i Estoniji. Rusija, naslednica Sovjetskog Saveza, nikada nije priznala deportacije kao zločin protiv čovečnosti, niti je ijednoj porodici žrtava platila odštetu. Države istočne Europe i bivšeg tzv. sovjetskog bloka, posebno u Poljskoj, baltičkim državama i Moldaviji, redovno obeležavaju sećanje na žrtve deportacija te im odaju počast raznim komemoracijama.

## Raseljavanje društvenih slojeva
Kulaci, bogati seljaci različitih narodnosti, su bili najbrojnija društvena grupa koju su prisilno raseljavale sovjetske vlasti. Tokom 1930-ih, skoro milion kulaka je raseljeno širom Sovjetskog Saveza, uglavnom u radne kolonije i logore. Državni arhivi Ruske Federacije navode da je 631.000 seljaka deportovano 1930. Taj se broj kasnije još i povećao. Gotovo 40% od ukupnog broja deprotiranih bili su deca mlađa od 16 godina. Stoga su se morala naučiti da snose odgovornost za sopstveni opstanak.
Genrih Jagoda je informirao Josifa Staljina da je 32.905 osoba naseljeno u Lenjingradu i Murmanskoj oblasti do kraja 1931. Prema tajnoj direktivi Sovjetskog Saveza datiranoj 20. 4. 1933. kulaci su deportovani u radne logore. 973.693 kulaka je deportirano do januara 1935. Među njima je bilo Rusa, Nemaca, Belorusa, Ukrajinaca i drugih naroda. Čak 632.860 kulaka u egzilu je pobeglo iz lokacija u kojima su naseljeni između 1932. i 1937, dok je 36.700 vraćeno nazad u iste.
Životni uslovi kulaka u egzilu bili su teški, a 25% njihove plate oduzeto im je da se pokriju troškovi za njihove usluge. Lišeni su ljudskih prava, iako su im 25. 1. 1935. njihova prava vraćena. U pismu datiranom 23. 4. 1930. I. A. Serkin, sekretar KPSS-a, pisao je nadređenom S. A. Bergavinovu sledeće: „Na početku, kada se prvi put spomenulo pitanje preseljavanja, mnogi od nas nisu to razradili do kraja i nisu ni mogli zamisliti kako će to biti kompleksno.” Dodao je da, iako je zamišljeno da će glavno zanimanje doseljenih kulaka u posebne naseobine biti poljoprivreda, niko nije sproveo studije o uslovima tla, niti su neke površine na kartama bile nenastanjive u praksi, potpuno nedostupne, ili su se nalazile usred močvare. Uz to, ta je zabačena zemlja zahtevala ogroman trud kako bi se pripremili čak i elementarni uslovi za poljoprivredu. Stoga je upozorio da u prvoj godini dobar deo doseljenika neće moći da uzgaja bilo kakvu hranu za sebe. Najgori primer takvog nemarnog planiranja bio je slučaj iz 1933, kada je oko 6.000 osoba iz evropskog dela Sovjetskog Saveza deportovano i ostavljeno na rečnom ostrvu, gde se spajaju reke Ob i Nazino u zapadnom Sibiru, gde su jednostavno ostavljeni da se sami snalaze. Pošto nisu imali nikakvu adekvatnu hranu niti pribor da se brinu za sebe, oko 2.000 ih je preminulo, veliki deo je pobegao u sibirske tajge, a javili su se i slučajevi kanibalizma i nekrofagije zbog pojave masovne gladi na ostrvu (Afera Nazino).
Posebne odredbe za kulake iz zapadne Belorusije su i dalje izdavane sve do proleća 1952. Tako je do 22. 4. 1952. određeno da se 6.000 ljudi premesti u Irkutsku oblasti i Kazahstan. To je verojatno bila poslednja Staljinova deportacija. Dana 23. 12. 1938. deca kulaka dobila su pasoše te pravo da se presele gde god žele. Dana 13. 8. 1954, novo sovjetsko vođstvo je usvojilo zakon kojim ukidaju posebne restrikcije deportiranih kulaka.

## Literatura

### Knjige
- Buckley, Cynthia J.; Ruble, Blair A.; Hofmann, Erin Trouth (2008). Migration, Homeland, and Belonging in Eurasia. Woodrow Wilson Center Press. ISBN 978-0-8018-9075-8. OCLC 474260740.
- Bugai, Nikolaj Feodorovič (1996). The Deportation of Peoples in: The Soviet Union. Commack, New York: Nova Publishers. ISBN 9781560723714. OCLC 493654789.
- Christie, Kenneth; Cribb, Robert (2003). Historical Injustice and Democratic Transition in Eastern Asia and Northern Europe: Ghosts at the Table of Democracy. Routledge. ISBN 978-1-135-78968-8.
- Čubarov, Aleksandar (2001). Russia's Bitter Path to Modernity: A History of the Soviet and Post-Soviet Eras. Continuum International Publishing Group. ISBN 9780826413505.
- De Boer, S. P.; Driessen, Evert J.; Verhaar, Hendrik L. (1982). Biographical Dictionary of Dissidents in the Soviet Union: 1956 - 1975. BRILL. ISBN 978-90-247-2538-0.
- Dowling, Timothy C. (2014). Russia at War: From the Mongol Conquest to Afghanistan, Chechnya, and Beyond. ABC-CLIO. ISBN 978-1-59884-948-6. OCLC 897907100.
- Dundovich, Elena; Gori, Francesca; Guercetti, Emanuela (2003). Reflections on the Gulag: With a Documentary Index on the Italian Victims of Repression in the USSR, Opseg 37. Feltrinelli Editore. ISBN 978-88-07-99058-8. OCLC 849009068.
- Forczyk, Robert (2014). Where the Iron Crosses Grow: The Crimea 1941–44. Bloomsbury Publishing. ISBN 978-1-78200-976-4. OCLC 937640692.
- Garrard, John; Healicon, Alison (1993). World War 2 and the Soviet People: Selected Papers from the Fourth World Congress for Soviet and East European Studies. Springer. ISBN 978-1-349-22796-9. OCLC 30408834.
- Geyer, Michael; Fitzpatrick, Sheila (2009). Beyond Totalitarianism: Stalinism and Nazism Compared. Cambridge University Press. ISBN 9780521897969.
- Glazer, Nathan; Moynihan, Daniel Patrick (1975). Ethnicity: Theory and Experience, Izd. 109. Harvard University Press. ISBN 978-0-674-26856-2.
- Hiden, Johan; Salmon, Patrick (1994). The Baltic Nations and Europe (Revidirano изд.). Harlow, Engleska: Longman. ISBN 978-0-582-25650-7. OCLC 894611646 HidenSalmon1994.
- Itoh, M. (2010). Japanese War Orphans in Manchuria: Forgotten Victims of World War II. Springer. ISBN 978-0-230-10636-9.
- Marie, Jean-Jacques (1995). Les peuples déportés d'Union soviétique - Opseg 81 (на језику: француски). Editions Complexe. ISBN 978-2-87027-598-6. OCLC 797102205.
- McColl, R.W.; Robbers, Gerhard (2005). Encyclopedia of World Geography, Opseg 1 - Facts on File library of world geography. Infobase Publishing. ISBN 9780816072293. OCLC 58431770.
- Mukhina, Irina (2007). The Germans of the Soviet Union. Routledge. ISBN 978-1-134-13402-1. OCLC 942154307. Непознати параметар |DUPLICATE_ref= игнорисан (помоћ)
- Petersen, Roger Dale (2001). Resistance and rebellion: lessons from Eastern Europe. Cambridge: Cambridge University Press. ISBN 978-0-521-77000-2. OCLC 56340371.
- Pettai, Eva-Clarita; Pettai, Vello (2014). Transitional and Retrospective Justice in the Baltic States. Cambridge University Press. ISBN 978-1-107-04949-9. OCLC 897881698.
- Piotrowski, Tadeusz Piotrowski (2004). The Polish Deportees of World War II: Recollections of Removal to the Soviet Union and Dispersal Throughout the World. Sjeverna Karolina: McFarland. ISBN 9780786432585. OCLC 54542904.
- Piotrowski, Tadeusz Piotrowski (2007). Poland's Holocaust: Ethnic Strife, Collaboration With Occupying Forces and Genocide in the Second Republic, 1918-1947. Sjeverna Karolina: McFarland. ISBN 9780786429134. OCLC 37195289.
- Pohl, J. Otto (1999). Ethnic Cleansing in the Ussr, 1937-1949. Westport: Greenwood Publishing Group. ISBN 9780313309212. OCLC 185706053.
- Polian, Pavel (2004). Against Their Will: The History and Geography of Forced Migrations in the USSR. Budimpešta: Central European University Press. ISBN 9789639241688.
- Sandole, Dennis J.D.; Byrne, Sean; Sandole-Staroste, Ingrid; Senehi, Jessica (2008). Handbook of Conflict Analysis and Resolution. Routledge. ISBN 978-1-134-07963-6. OCLC 907001072.
- Schwartz, Michael (2013). Ethnische "Säuberungen" in der Moderne: Globale Wechselwirkungen nationalistischer und rassistischer Gewaltpolitik im 19. und 20. Jahrhundert (на језику: немачки). Walter de Gruyter. ISBN 978-3-486-72142-3. OCLC 837499520.
- Snyder, Timothy (2007). Sketches from a Secret War: A Polish Artist's Mission to Liberate Soviet Ukraine. Yale University Press. ISBN 978-0-300-12599-3. OCLC 154689054. Непознати параметар |DUPLICATE_ref= игнорисан (помоћ)
- Stan, Lavinia (2009). Transitional Justice in Eastern Europe and the Former Soviet Union: Reckoning with the Communist Past. Routledge. ISBN 978-1-135-97099-4.
- TherTher, Philipp (2014). The Dark Side of Nation-States: Ethnic Cleansing in Modern Europe - Opseg 19. Berghahn Books. ISBN 978-1-78238-303-1. OCLC 855043014.
- TishkovTishkov, Valery (2004). Chechnya: Life in a War-Torn Society - Opseg 6. University of California Press. ISBN 978-0-520-93020-9.
- Travis, Hannibal (2010). Genocide in the Middle East: The Ottoman Empire, Iraq, and Sudan. Carolina Academic Press. ISBN 978-1-59460-436-2. OCLC 897959409.
- Williams, Brian Glyn Williams (2001). The Crimean Tatars: The Diaspora Experience and the Forging of a Nation - Opseg 2. BRILL. ISBN 978-90-04-12122-5. OCLC 46835306.
- Ziemele, Ineta (2003). Baltic Yearbook of International Law. Martinus Nijhoff Publishers. ISBN 978-90-04-13746-2. OCLC 614462004.

### Naučni radovi i žurnali
- Agtzidis, Vlasis (1991). „The Persecution of Pontic Greeks in the Soviet Union”. Journal of Refugee Studies. 4 (4): 372—381. doi:10.1093/jrs/4.4.372.
- Brauer, Birgit (2002). „Chechens and the survival of their cultural identity in exile”. Journal of Genocide Research. 4 (3): 387—400. doi:10.1080/14623520220151970.
- Burd, Jeffrey (2007). „The Soviet War against 'Fifth Columnists': The Case of Chechnya, 1942—4”. Journal of Contemporary History. 42 (2): 267—314. JSTOR 30036445. doi:10.1177/0022009407075545.
- Chetyrova, Lyubov B. (2011). „The Idea of Labor Among Deported Kalmyks: Kalmyk Resilience Through Celebration in the Gulag”. Mongolian Studies. 33 (1): 17—31. JSTOR 43194557.
- Gelb, Michael (1995). „An Early Soviet Ethnic Deportation: The Far-Eastern Koreans”. The Russian Review. 54 (3): 389—412. JSTOR 131438. doi:10.2307/131438.
- Grannesa, Alf (1991). „The Soviet deportation in 1943 of the Karachays: a Turkic Muslim people of North Caucasus”. Institute of Muslim Minority Affairs. 12 (1): 55—68. doi:10.1080/02666959108716187.
- Iglicka, Krystyna (1998). „Are They Fellow Countrymen or Not? The Migration of Ethnic Poles from Kazakhstan to Poland”. International Migration Review. 32 (4): 995—1014. JSTOR 2547669. doi:10.2307/2547669.
- Kaznelson, Michael (2008). „Remembering the Soviet State: Kulak children and dekulakisation”. Europe-Asia Studies. 59 (7): 1163—1177. JSTOR 20451433. doi:10.1080/09668130701607136.
- Klimkova, Oxana (2007). „Special Settlements in Soviet Russia in the 1930s-50s”. Kritika: Explorations in Russian and Eurasian History. 8 (1): 105—139. doi:10.1353/kri.2007.0009.
- Kostiainen, Auvo (1996). „Genocide in soviet Karelia: Stalin's terror and the Finns of soviet Karelia”. Scandinavian Journal of History. 21 (4): 331—342. doi:10.1080/03468759608579334.
- Kreindlera, Isabelle (1986). „The soviet deported nationalities: A summary and an update”. Soviet Studies. 38 (3): 387—405. JSTOR 151700. doi:10.1080/09668138608411648.
- Lebedeva, N.S. (2007). „The deportation of the polish population to the USSR, 1939–41”. Journal of Communist Studies and Transition Politics. 16 (1, 2): 28—45. doi:10.1080/13523270008415428.
- Matley, Ian M. (1979). „The Dispersal of the Ingrian Finns”. Slavic Review. 38 (1): 1—16. JSTOR 2497223. doi:10.2307/2497223.
- Pohl, Otto J. (1997). „Uprooted from the Caucasus”. Quadrant. 41 (7–8). ISSN 0033-5002.
- Pohl, Michaela (2002). „"It cannot be that our graves will be here": The survival of Chechen and Ingush deportees in Kazakhstan, 1944-1957”. Journal of Genocide Research. 4 (3): 401—430. doi:10.1080/14623520220151989.
- Richardson, Curtis (2010). „Stalinist terror and the Kalmyks' national revival: A cultural and historical perspective”. Journal of Genocide Research. 4 (3): 441—451. doi:10.1080/14623520220152005.
- Statiev, Alexander (2005). „Motivations and Goals of Soviet Deportations in the Western Borderlands”. Journal of Strategic Studies. 28 (6): 977—1003. doi:10.1080/01402390500441123.
- Strods, Heinrihs; Kott, Matthew (2002). „The File on Operation 'Priboi': A Re-Assessment of the Mass Deportations of 1949”. Journal of Baltic Studies. 33 (1): 1—36. JSTOR 43212456. doi:10.1080/01629770100000191.
- Ther, Philipp (1996). „The Integration of Expellees in Germany and Poland after World War II: A Historical Reassessment”. Slavic Review. 55 (4): 779—805. JSTOR 2501238. doi:10.2307/2501238.
- Tolz, Vera (1993). „New Information about the Deportation of Ethnic Groups in the USSR during World War 2”. World War 2 and the Soviet People. Palgrave Macmillan. стр. 161—179. ISBN 978-1-349-22798-3. doi:10.1007/978-1-349-22796-9_9.
- Vardys, V. Stanley (1971). „The Case of the Crimean Tartars”. The Russian Review. 30 (2): 101—110. JSTOR 127890. doi:10.2307/127890.
- Viola, Lynne (2001). „The Other Archipelago: Kulak Deportations to the North in 1930”. Slavic Review. 60 (4): 730—755. JSTOR 2697493. doi:10.2307/2697493.
- Werth, Nicolas; Gross, Jan T.; Rendall, Steven (2010). „Cannibal Island: Death in a Siberian Gulag. Human Rights and Crimes Against Humanity”. The Slavonic and East European Review. 88 (4). JSTOR 41061936.
- Williams, Brian Glyn (2002). „Hidden ethnocide in the Soviet Muslim borderlands: The ethnic cleansing of the Crimean Tatars”. Journal of Genocide Research. 4 (3): 357—373. doi:10.1080/14623520220151952.
- Wimbush, S. Enders; Wixman, Ronald (1975). „The Meskhetian Turks: A New Voice in Soviet Central Asia”. Canadian Slavonic Papers / Revue Canadienne des Slavistes. Taylor & Francis. 17 (2/3): 320—340. JSTOR 40866873. doi:10.1080/00085006.1975.11091412.

### Ostali izvori
- Barenberg, Alan (2008). „Cannibal Island: Death in a Siberian Gulag”. Canadian Slavonic Papers. 50. Архивирано из оригинала 11. 02. 2021. г. Приступљено 13. 12. 2018.
- Saparov, Arseny (2003). „The alteration of place names and construction of national identity in Soviet Armenia”. Cahiers du monde russe. 44: 179—198. ISSN 1252-6576. doi:10.4000/monderusse.8604.
- Human Rights Watch (1991). „"Punished Peoples" of the Soviet Union: The Continuing Legacy of Stalin's Deportations” (PDF).
- Vijeće Europe Parliamentary Assembly, Working Papers: Ordinary Session. Strasbourg. 2006. ISBN 9789287160270.
- Organizacija za ekonomsku suradnju i razvoj (2001) Reviews of National Policies for Education Reviews of National Policies for Education: Latvia 2001. Pariz. 11. 6. 2001. ISBN 9789264192478.
- Visoki povjerenik za ljudska prava UN-a (26. 8. 2014). „Report of the Special Rapporteur on minority issues, Rita Izsák - Addendum - Mission to Ukraine” (PDF).

## Spoljašnje veze
- Silvija i Peters Vecrumba (2006) Deportacije Latvijaca u Sovjetskom Savezu
- Silvija i Peters Vecrumba „Instrukcije za deportaciju baltičkih državljana”. 2006.
- Taagepera, Rein (1980). „Soviet collectivization of Estonian agriculture: The deportation phase”. Soviet Studies. 32 (3): 379-397. doi:10.1080/09668138008411308.
- Kongresna biblioteka (22. 7. 2010) Saznanja iz ruskih arhiva
- Tadeusz Romer (2010) Poljske žrtve deportacije (језик: пољски)
- Asya Pereltsvaig (2013) Staljinove etničke deportacije